# ソビエト占領下のポーランドにおける反ユダヤ運動

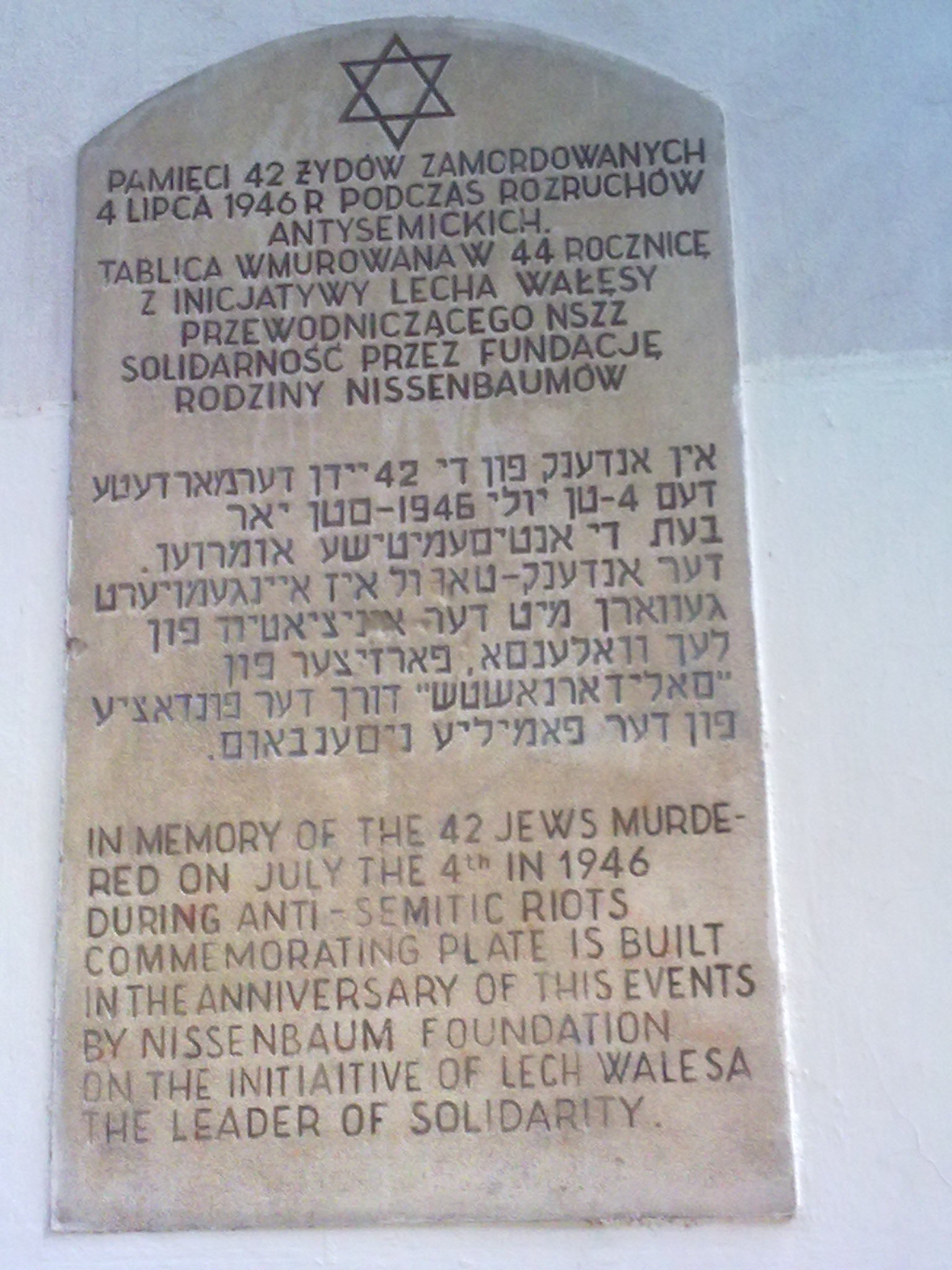
キェルツェ計画の犠牲者を追悼する慰霊碑

ソビエト占領下のポーランドにおける反ユダヤ運動（ソビエトせんりょうかのポーランドにおけるはんユダヤうんどう）とは、ポーランドで1944年から1946年にかけて行われたポーランド人による反ユダヤ運動のこと。
1945年の欧州戦線における終戦直後から勃発した暴力事件を指し、そして戦後のユダヤ人とポーランド系ユダヤ人の関係する歴史に影響を及ぼした。

## 概要
1945年にソビエト軍がドイツ軍をポーランドから駆逐すると、1947年ソビエトはポーランドに傀儡政権で共産主義のポーランド人民共和国を樹立した。ソ連の赤軍とポーランド人民共和国の統治下のポーランドにはソビエト（ポーランド東部はソビエト領となる）などから追放されたポーランド人とともに240,000人のユダヤ人が流入した。 
これらの事件は、個人攻撃からポグロムまでにいたる。この暴力によりユダヤ人の一部はポーランドから国外へ移住した、東側諸国でポーランドだけがユダヤ人が自由にイギリス委任統治領パレスチナへ移民できる国だった。多くのユダヤ人がポーランド残留を望まずパレスチナを目指した。
1946年1月、ポーランド国境には西側へ移動中のユダヤ人が86,000人となり、夏には205,000人–210,000人となった。
流入したユダヤ人のうち136,000人はソビエトからであった。このため、大量に流入したユダヤ人とポーランド人の間に軋轢が生じ、1945年から1947年にかけてポーランド人によって1000人から2000人のユダヤ人が殺害された。
戻ってきたユダヤ人への地元ポーランド人の憤慨の理由は、ユダヤ人が彼らの土地返却を求めるだろうと危惧していた事などである。ポーランド系ユダヤ人のホロコースト生存者が自宅へ帰宅するには社会で恐怖に直面し、暴力や強盗そして殺害などに遭った。ポーランドでのユダヤ人生存者よりもロシアからのユダヤ人生存者の帰還のが多かった。

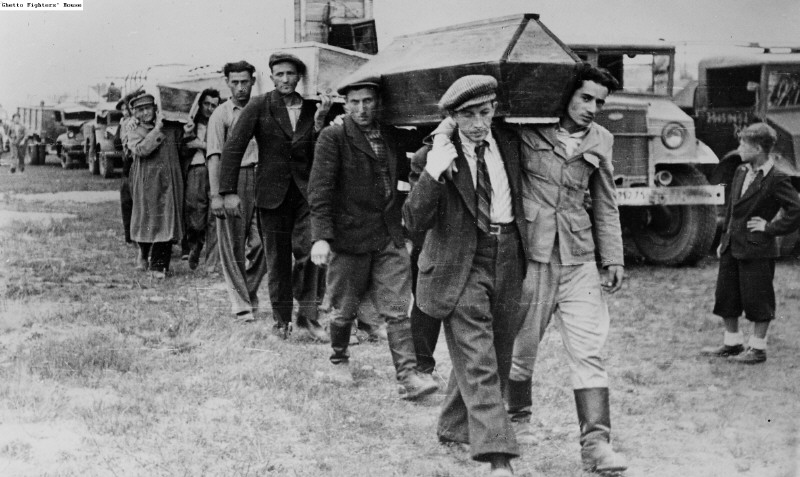
埋葬されるキェルツェでのポグロムの犠牲者

同年7月4日にキェルツェで行われた「キェルツェ・ポグロム（en）」のユダヤ人殺害事件以降、ユダヤ人の数は劇的に減少し、1947年の夏までに90,000人となった。
このキェルツェ・ポグロムは、血の中傷とも云われる。
背景には、ポーランド人とポーランド系ユダヤ人の間にすでにあった反ユダヤ主義感情と運動、そしてカトリック教会からは、ユダヤ人は共産主義政権の支持者であるとし、ポーランドにとって脅威であるとの非難がなされていたことなどがあった。

## 血の中傷
1945年8月11日のクラクフ・ポグロム（en:Kraków pogrom)は戦後初めての反ユダヤ運動で、ユダヤ人死者1名を出した。
ポーランドのいくつかの街では反ユダヤ主義運動は、間違った血の中傷としてユダヤ人を攻撃した。それらの街は、クラクフ、キェルツェ、ビトム、ビャウィストク、Bielawa、レグニツァ、Otwock、ジェシュフ、チェンストホヴァ、ソスノヴィエツ、シュチェチン、タルヌフである。
反ユダヤ主義の暴力は、中部ポーランドの小さな街や村で主な暴力被害の惨事が多く記録されている。
1946年のキェルツェ・ポグロムでは、死者42人、重傷者50人であった。